# Erica leucopelta
Erica leucopelta är en ljungväxtart som beskrevs av Ignaz Friedrich Tausch. Erica leucopelta ingår i släktet klockljungssläktet, och familjen ljungväxter.

## Underarter
Arten delas in i följande underarter:
- E. l. ephebioides
- E. l. luxurians
- E. l. pubescens